# Johan Martin Winterstein
Johan Martin Winterstein den yngre, född 1663 i Hamburg, död 1702 i Göteborg, var en tysk-svensk guldsmed, sigillgravör, kopparstickare och etsare.
Han var son till den tyske tecknaren och kopparstickaren Johan Martin Winterstein och Elisabeth Kunow och från 1688 gift med Margaretha Wallman. Winterstein studerade teckning och kopparstick för sin far i Hamburg. Han ankommer till Göteborg omkring 1687 och är då guldsmedsgesäll. Han får 1692 burskap som guldsmedsmästare i Göteborg. Han utförde flera sigill och hösten 1696 beviljade Göteborgs stad honom 3 daler silvermynt för att han tillverkat stadens stämplar. Som kopparstickare utförde han titelbladet till Thomas Kingo Andelige siunge chor, försättsblad med stamtavla,vapensköldar och krigiska emblem till JO Burchardus Der verbesserte Stand... samt porträtt. Han avporträtterade bland annat fältmarskalken Rutger von Ascheberg och Johan Kunckel som senare adlades Löwenstern. Winterstein är representerad vid bland annat Göteborgs historiska museum och med en dryckeskanna i silver och det Aschbergska vapnet vid Nationalmuseum i Stockholm.